# Walsall North (circonscription britannique)
Circonscription parlementaire de la Chambre des communes
La circonscription de Walsall North est une circonscription située dans le West Midlands, et représentée à la Chambre des communes du Parlement britannique.

## Géographie
La circonscription comprend :
- les villes de Willenhall, Bloxwich et une partie de Walsall ;
- les quartiers de Short Heath, New Invention, Leamore, Coal Pool, Harden, Birchills, Little Bloxwich et Goscote.

## Members of Parliament
| Élection | Élection | Membres         | Parti               | Portrait |
| -------- | -------- | --------------- | ------------------- | -------- |
|          | 1955     | William Wells   | Labour              |          |
|          | Fev 1974 | John Stonehouse | Labour              |          |
|          | 1976     | John Stonehouse | English Nationalist |          |
|          | 1976     | Robin Hodgson   | Conservateur        |          |
|          | 1979     | David Winnick   | Labour              |          |
|          | 2017     | Eddie Hughes    | Conservateur        |          |